# Железный пик

Распространённость химических элементов в Солнечной системе. Распространённость показана по сравнению с распространённостью кремния (пунктирная линия). Водород и гелий являются наиболее распространенными элементами, оставшимися после Большого взрыва. Следующие три элемента (Li,~Be,~B) относительно редки, потому что их мало синтезировано в Большом Взрыве, а также в недрах звезд. Два общих фактора относительно распространённости других элементов — это чередование обилия элементов в зависимости от того, имеют ли они чётные или нечётные атомные номера, элементы с чётными номерами более обильны, и общее уменьшение обилия с увеличением атомного номера. При этом наблюдается пик распространённости железа и никеля из-за наибольшей энергии связи нуклонов в этих ядрах, что особенно наглядно на полулогарифмическом графике. По горизонтальной оси отложен атомный номер или зарядовое число.

Энергия связи в пересчёте на 1 нуклон в зависимости от количества нуклонов в ядре

Желе́зный пик — локальный максимум на графике распространённости химических элементов в районе железа (от скандия до никеля). 
Закономерности энергии связи ядер таковы, что для ядер с количеством нуклонов до железного пика энергетически выгодны реакции синтеза, а с большим количеством — деления, так как железо имеет близкую к максимальной из всех изотопов элементов удельную энергию связи на 1 нуклон.
Из-за небольшой разницы в массе протона и нейтрона самой высокой энергией связи нуклонов в ядре имеет никель-62.
В результате в звёздах синтезируются все элементы до железного пика, но не после. Элементы с атомным номером больше 26 синтезируются при взрывах сверхновых звезд. Поэтому во Вселенной оказывается сравнительно больше этих элементов, чем соседних по атомным номерам.